# Mew
Мју (енгл. Mew) је дански алтернативни рок бенд, чији су чланови Јонас Бјере (енгл. Jonas Bjerre), Бо Мадсен (енгл. Bo Madsen), и Силас Утке Грае Јоргенсен (енгл. Silas Utke Graae Jørgensen). Басиста Јохан Волерт (енгл. Johan Wohlert), је такође један од оснивача бенда, али га је напустио 2006. Музику Мјуа често карактеришу као инди, а некада и као прогресивни рок или шугејз.

## Историја бенда
Бенд је основан 1994. у Хелерупу (енгл. Hellerup), предграђу Копенхагена. Имали су великог утицаја на данску независну сцену, и добитници су бројних награда, међу којима су и награде за „Албум године“ и „Бенд године“, од стране данског удружења музичких критичара, 2003. године.
Први комерцијални успех доживели су албумом Frengers, објављеним 2003. После европске турнеје на којој су били предгрупа бенду R.E.M. почели су да привлаче већу пажњу публике. Њихов наредни албум And the Glass Handed Kites објављен је 2005, прво у Данској и Уједињеном Краљевству, а затим и у остатку Европе и Сједињеним Америчким Државама у јулу 2006.
Године 2006, Волерт напушта бенд како би више времена провео са својом девојком, Пернил Розендал (енгл. Pernille Rosendahl). чланицом некадашњег бенда Свон Ли (енгл. Swan Lee), која је родила дечака у мају 2006. Њих двоје касније оснивају бенд Д Сторм (енгл. The Storm), али не доживљавају већи успех изван граница Данске.
Бенд је завршио турнеју за And the Glass Handed Kites у лето 2007. и отад се налазе у студију где завршавају рад на новом албуму. У мају 2008. започели су снимање у Бруклину (Њујорк), а за продуцента албума одабрали су Рич Костија (енгл. Rich Costey) (који је продуцирао њихов први студијски албум, Frengers). Према Мјуовим видео дневницима постављеним на њиховој званичној МајСпејс страници и њиховом ЈуТјуб каналу, нови албум је требало да буде објављен новембра 2008; међутим, њихова издавачка кућа је одгодила издавање албума за август 2009.

## Дискографија

### Албуми

#### Студијски албуми
| Година | Детаљи | Највише место на лествици | Највише место на лествици | Највише место на лествици | Највише место на лествици | Највише место на лествици |
| Година | Детаљи | ДАН                       | ФИН                       | НОР                       | ШВЕ                       | УК                        |
| ------ | --- | ------------------------- | ------------------------- | ------------------------- | ------------------------- | ------------------------- |
| 1997   | A Triumph for Man - Објављен: 1997, 2006 (реиздање) - Издавач: Exlibris Musik                             | 8                         | –                         | –                         | –                         | –                         |
| 2000   | Half the World is Watching Me - Објављен: 2000, 2007 (реиздање) - Издавач: Evil Office, Плејграунд мјузик | 34                        | –                         | –                         | –                         | –                         |
| 2003   | Frengers - Објављен: априла 2003, 2007 (реиздање) - Издавач: Сони БМГ, Епик Рекордс                       | 2                         | 36                        | 6                         | –                         | 102                       |
| 2005   | And The Glass Handed Kites - Објављен: 19. септембра, 2005 - Издавач: Сони БМГ                            | 2                         | 4                         | 4                         | 36                        | 129                       |
| 2009   | No More Stories…1 - Објављен: 19. августа, 2009 - Издавач: Сони БМГ                                       | 1                         | 2                         | 2                         | 41                        | –                         |
| 2015   | + - - Објављен: 19. април 2015, - Издавач: Evil Office, Плеј ит аген Сем                                  | -                         | –                         | –                         | –                         | –                         |
| 2017   | Visuals                                                                                                   | –                         | –                         | –                         | –                         | –                         |

1 Потпуно име албума гласи: No More Stories/Are Told Today/I'm Sorry/They Washed Away//No More Stories/The World Is Grey/I'm Tired/Let's Wash Away.

### Макси синглови
- The Zookeeper's Boy EP (2006)
- Live Session EP (2007) Објављен само на АјТјунсу (енгл. iTunes)
- No More Stories EP (2009)

### Синглови
| Година | Назив сингла                    | Највише место на лествици | Највише место на лествици | Највише место на лествици | Највише место на лествици | Највише место на лествици | Албум                         |
| Година | Назив сингла                    | ДАН                       | ФИН                       | НОР                       | ШВЕ                       | УК                        | Албум                         |
| ------ | ------------------------------- | ------------------------- | ------------------------- | ------------------------- | ------------------------- | ------------------------- | ----------------------------- |
| 1997   | "She Came Home for Christmas" 1 | –                         | –                         | –                         | –                         | 55                        | A Triumph for Man             |
| 2000   | "King Christian"                | –                         | –                         | –                         | –                         | –                         | Half the World Is Watching Me |
| 2000   | "Her Voice Is Beyond Her Years" | –                         | –                         | –                         | –                         | –                         | Half the World Is Watching Me |
| 2000   | "Mica"                          | –                         | –                         | –                         | –                         | –                         | Half the World Is Watching Me |
| 2000   | "Am I Wry? No" 2                | –                         | –                         | 16                        | –                         | 47                        | Half the World Is Watching Me |
| 2003   | "Comforting Sounds"             | –                         | –                         | –                         | –                         | 48                        | Frengers                      |
| 2003   | "156"                           | –                         | –                         | –                         | 11                        | –                         | Frengers                      |
| 2005   | "Apocalypso"                    | –                         | –                         | –                         | –                         | 75                        | And the Glass Handed Kites    |
| 2005   | "Special"                       | –                         | –                         | –                         | –                         | 46                        | And the Glass Handed Kites    |
| 2006   | "Why Are You Looking Grave?"    | 20                        | –                         | –                         | –                         | 53                        | And the Glass Handed Kites    |
| 2006   | "The Zookeeper's Boy"           | –                         | –                         | 13                        | –                         | 80                        | And the Glass Handed Kites    |
| 2009   | "Introducing Palace Players"    | –                         | –                         | –                         | –                         | –                         | No More Stories               |

1 Сингл је поново обајвљен 2000, 2002. и 2003. Достигао је 76. место на британској листи синглова 2002.
2 Сингл је поново обајвљен 2003. Достигао је 137. место на британској листи синглова приликом првог објављивања.

#### Други синглови
| Година | Назив сингла                            | Албум             |
| ------ | --------------------------------------- | ----------------- |
| 2000   | "I Should Have Been a Tsin-Tsi for You" | A Triumph for Man |

### Б-стране
| Назив песме                             |
| --------------------------------------- |
| Animals Of Many Kinds                   |
| Bones (Song For Albert)                 |
| City Voices                             |
| Drown                                   |
| Forever And Ever                        |
| In Time Do You Forget? (Daydream)       |
| Killer                                  |
| Like Chaser                             |
| Like Papercuts                          |
| Misplaced                               |
| Nothing Is Red                          |
| Quietly                                 |
| Safe As Houses                          |
| Succubus                                |
| Superfriends                            |
| That Time On The Ledge                  |
| Watch This Space                        |
| Where Have All The Geysers Gone?        |
| Shiroi Kuchiburu No Izanai              |
| King Christian (Верзија II)             |
| Mica (Верзија II)                       |
| She Came Home for Christmas (Акустично) |
| Swimmer's Chant                         |
| Start                                   |
| Owl                                     |
| Nervous                                 |

## Видеографија

### DVD-јеви
- Уживо у Копенхагену (енгл. "Live in Copenhagen") (2006)

### Музички спотови
- 1996: "I Should Have Been A Tsin-Tsi For You"
- 2001: "Mica"
- 2003: "That Time On The Ledge" (Незванични спот)
- 2003: "Am I Wry? No"
- 2003: "156"
- 2003: "She Came Home for Christmas"
- 2003: "Comforting Sounds"
- 2005: "Apocalypso" (Објављен само као промо верзија)
- 2005: "Special"
- 2006: "The Zookeeper's Boy"
- 2006: "Why Are You Looking Grave?"
- 2008: "Introducing Palace Players"

## Галерија
- Певач групе Мју, Јонас Бјере током концерта
- Чланови групе Мју деле аутограме, 2006. године
- На рок фестивалу 2015. године у Јужној Кореји
- Наступ у Онтарију 2009. године